# موزه تاریخ طبیعی فنلاند
۶۰°۱۰′۱۷″ شمالی ۲۴°۵۵′۵۳″ شرقی / ۶۰٫۱۷۱۳۹°شمالی ۲۴٫۹۳۱۳۹°شرقی

خانه نخل، بنا شده در سال ۱۸۸۹. باغ گیاه‌شناسی دانشگاه هلسینکی

موزه تاریخ طبیعی فنلاند (انگلیسی: Finnish Museum of Natural History)، (فنلاندی: Luonnontieteellinen keskusmuseo، سوئدی: Naturhistoriska centralmuseet) یک مؤسسه تحقیقاتی و زیر مجموعه دانشگاه هلسینکی فنلاند است که به شکل کنونی در سال ۱۹۸۸ تأسیس شد. قدمت این موزه مربوط به دهه ۱۸۶۰ است اما در سال ۱۹۸۸ بازسازی و مالکیت جدیدی بر آن اعمال گردیده‌است. برای مثال قطعه‌ای از باغ گیاه‌شناسی کومپولا در سال ۱۸۶۹ سرو شکل گرفت و در سال ۲۰۱۴ به عنوان قطعه‌ای مستقل تقسیم‌بندی گردید.

## کارکرد
ساختار این مجموعه در قالب یک انستیتوی موزه تاریخ طبیعی است که مسئول مجموعه‌های ملی گیاه‌شناسی، جانورشناسی، زمین‌شناسی و دیرینه‌شناسی است که از نمونه‌هایی از سراسر جهان گردآوری شده‌است. از این مجموعه‌ها برای اهداف علمی، عمومی و آموزشی زیر نظر دانشگاه هلسینکی استفاده می‌شود. از نظر بنا این موزه به سه دسته تقسیم می‌شود: موزه تاریخ طبیعی هلسینکی، باغ گیاه‌شناسی دانشگاه هلسینکی و باغ گیاه‌شناسی کومپولا.

## واحدهای تحقیقاتی
واحد گیاه‌شناسی
- در موزه گیاه‌شناسی گیاهان دارویی ملی فنلاند نگهداری می‌شود که شامل ۳٫۳ میلیون نمونه گیاه، خزه و قارچ است.
- مجموعه باغ‌های این واحد برای آموزش و تحقیقات و تبادل بین‌المللی بذر و آموزش عمومی گیاهان فعال است.

واحد جانورشناسی
- موزه جانورشناسی مجموعه ای از ۸ میلیون نمونه حیوان را نگهداری می‌کند. تحقیقات این واحد به‌طور عمده در مورد طبقه‌بندی سیستماتیک و جانورشناسی است.
- مرکز نظارت بر جمعیت پرندگان

واحد علوم طبیعی
- آزمایشگاه کرونولوژی تعیین سن نمونه‌ها را با روش‌های فیزیکی مانند تاریخ‌گذاری رادیوکربن انجام می‌دهد.
- موزه زمین‌شناسی مجموعه‌ای از ۳۵۰۰۰ نمونه‌های سنگ و سنگ معدن، ۵۰۰ نمونه شهاب‌سنگ، و ۶۰۰۰ فسیل را نگهداری می‌کند.[۵][۶]

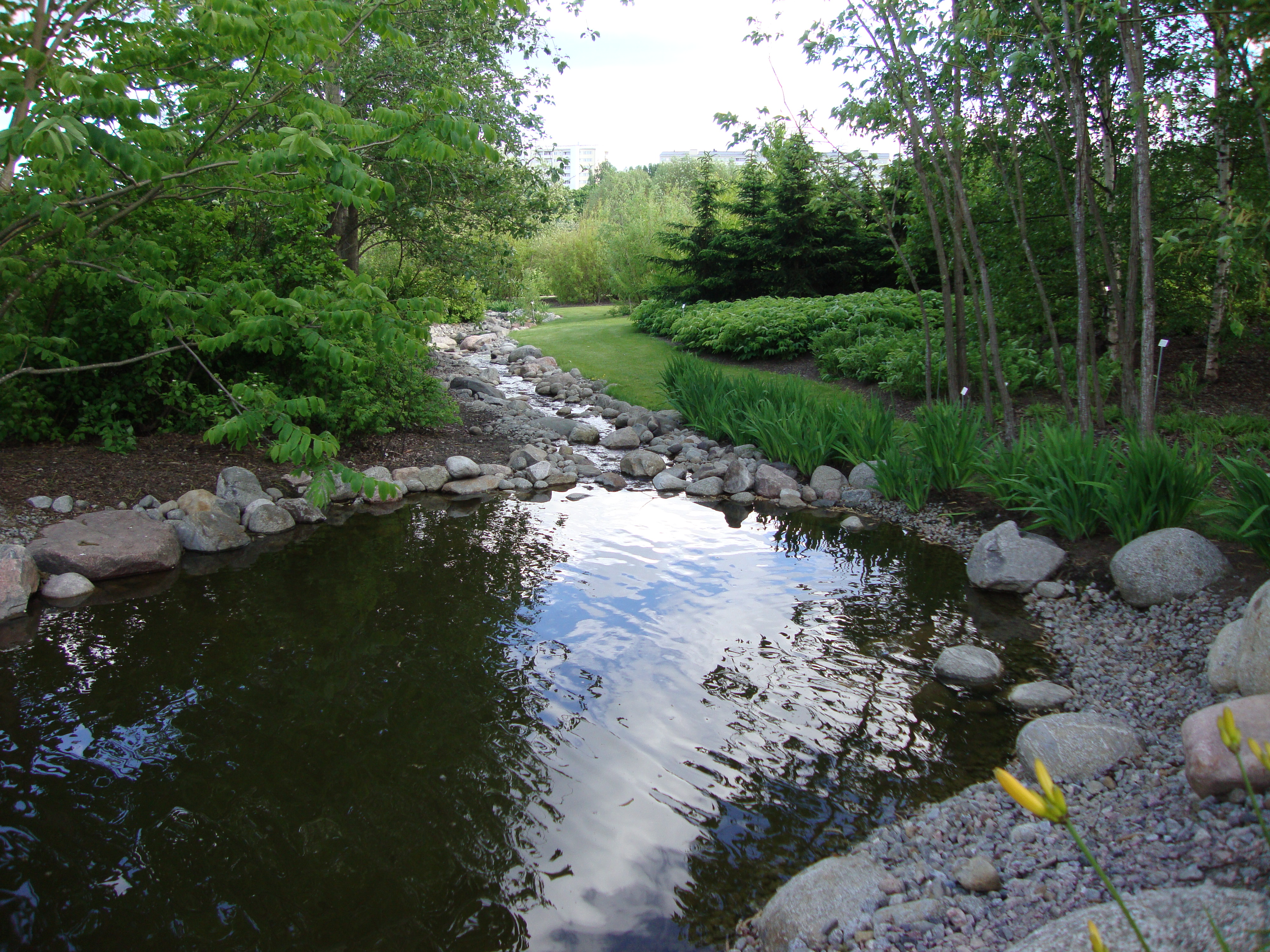
نمایی از باغ گیاه‌شناسی